# Genovska tvrđava u Sudaku
Genovska tvrđava (tvrđava Sudak) tvrđava je na Krimu iz 13. - 14. stoljeća koja se prostire na 27,9 hektara. Izvorno su je izgradili Rimljani (3. - 4. stoljeće), a kasnije Bosporsko Kraljevstvo, a razvili su je genovski doseljenici koji su izgradili kamene utvrde krajem 13. / početkom 14. stoljeća.
Nakon mongolskog razaranja, Genova je obnovila tvrđavu nakon smrti kana Berdi-bega. Osmanske snage su je zauzele 1475. godine, a zatim je uslijedila ruska okupacija 1771. godine, kada je tvrđava izgubila stratešku važnost, a materijali su prenamijenjeni.
Godine 1925. postala je povijesni muzej. Nakon što je Krim 1958. godine pripao Ukrajinskoj SSR, obnova je započela 1959. godine. Tvrđava je privremeno mjesto svjetske baštine (2007.) i dio je veće višedržavne nominacije za genovsku tvrđavu.
Tvrđava je podijeljena na:
- Donji sloj: Sjeverna polovica sa zidovima visokim 6-8 m, četrnaest kula visokih 15 m i glavnim vratima.
- Gornji sloj: Južna polovica blizu mora s Konzulovim dvorcem i značajnim kulama.
- Gradsko područje: Sadrži razne zgrade, uključujući skladišta, džamiju, Crkvu dvanaestorice apostola i ostatke vojarne ruske carske vojske.